# Гарревак
Гаррева́к (фр. Garrevaques, окс. En Garravacas) — коммуна во Франции, находится в регионе Юг — Пиренеи. Департамент — Тарн. Входит в состав кантона Пастель. Округ коммуны — Кастр.
Код INSEE коммуны — 81100.

## География

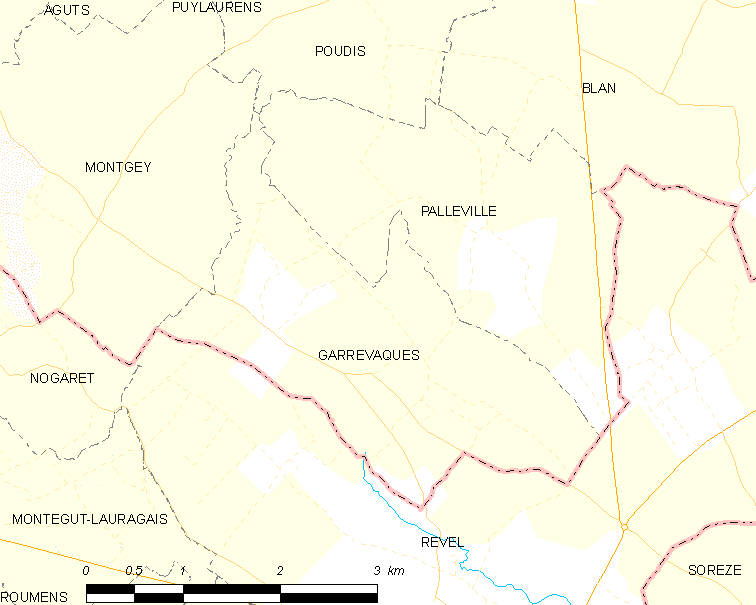
Карта коммуны

Коммуна расположена приблизительно в 600 км к югу от Парижа, в 50 км восточнее Тулузы, в 55 км к югу от Альби.
По территории коммуны протекает река Сор.

## Климат
Климат умеренно-океанический. Зима мягкая и дождливая, лето жаркое с частыми грозами. Ветры довольно редки.

## Население
Население коммуны на 2010 год составляло 374 человека.
| 1962 | 1968 | 1975 | 1982 | 1990 | 1999 | 2010 |
| ---- | ---- | ---- | ---- | ---- | ---- | ---- |
| 237  | 218  | 218  | 225  | 225  | 252  | 374  |

## Администрация
| Период | Период | Фамилия      | Партия | Примечания |
| ------ | ------ | ------------ | ------ | ---------- |
| 2001   | 2008   | Мишель Клерк |        |            |
| 2008   | 2020   | Клод Комб    |        |            |

## Экономика
В 2007 году среди 201 человека в трудоспособном возрасте (15—64 лет) 147 были экономически активными, 54 — неактивными (показатель активности — 73,1 %, в 1999 году было 74,8 %). Из 147 активных работали 128 человек (68 мужчин и 60 женщин), безработных было 19 (9 мужчин и 10 женщин). Среди 54 неактивных 19 человек были учениками или студентами, 21 — пенсионерами, 14 были неактивными по другим причинам.